# 村上貴亮
村上 貴亮（むらかみ きすけ、1995年1月5日 - ）は、日本の俳優である。東京都出身。キューブ所属。身長172cm、血液型A型。C.I.A.のメンバー。

## 人物・エピソード
- 洗足学園音楽大学 ミュージカルコース2017年卒業。
- 特技は弾き語り、ダンス、作曲、癖の強い役[1]。

## 出演

### バラエティ
- 痛快TV スカッとジャパン（2017年2月6日放送、フジテレビ系列） - 第80回

### 映画
- キングダム2 遥かなる大地へ（2022年7月15日公開）

### テレビドラマ
- いつかこの雨がやむ日まで（2018年8月4日 - 9月29日、東海テレビ/フジテレビ系） - 大橋健斗役
- 盤上のアルファ〜約束の将棋〜（2019年2月3日 - 2月24日、BSプレミアム） - 第1話ゲスト
- 初めて恋をした日に読む話（2019年1月15日 - 3月19日、TBS） - 第7話ゲスト
- コーヒー&バニラ（2019年7月5日 - 9月6日、MBS） - 第6話、7話ゲスト
- 嫌われ監察官 音無一六 〜炎上の裏の真実〜（2020年9月7日、テレビ東京）
- 正直不動産2（2024年3月5日、NHK） - 第9話ゲスト

### 舞台
- KAATキッズ・プログラム2016 劇場体験型ナゾ解きゲームKAAT（） the ツアー「ゾンビ・パニック!?」〜ヘアメイクさんにおこった奇妙（）な出来事（）〜（2016年8月12日 - 8月14日）
- 舞台男水! （2017年5月11日 - 5月21日、東京 / 5月24日 - 5月28日、大阪） - アンサンブル
- cube 20th presents音楽劇「魔都夜曲」（2017年7月7日 - 7月29日、東京 / 8月5日 - 8月6日、愛知 / 8月9日 - 8月13日、大阪） - アンサンブル
- cube三銃士「MonSTARS Concert 〜Again」（2018年2月20日 - 2月22日） - ヤングモンスターズ
- 次世代PROJECT!! Vol.1 ガールズ系オリジナルミュージカル「デストロイヤー花」（2018年10月27日 - 11月4日） - コスモスチーム 萌黄 役
- 劇メシ『キツネたちが円舞る夜』（2019年5月19日 - 5月28日） - 西野 役
- 音楽劇ロード・エルメロイⅡ世の事件簿 -case.剥離城アドラ- （2019年12月15日、千葉 / 12月19日 - 12月23日、東京 / 12月26日 - 12月28日、大阪 / 2020年1月11日 - 1月12日、福岡 / 1月17日 - 1月19日、東京） - アンサンブル
- 『A/LIVE（）』（2020年12月20日、LINE LIVE-VIEWING配信）
- ミュージカル「オープニングナイト」〜桜咲高校ミュージカル部〜（2021年7月2日 - 7月5日） ‐ team Blue ソースケ 役
  - ミュージカル「オープニングナイト」〜桜咲高校ミュージカル部〜（2021年月10月29日 - 11月7日）
- cube 25th presents 音楽劇「夜来香ラプソディ」（2022年3月12日 - 3月27日、東京 / 4月3日、名古屋 / 4月7日 - 4月10日、大阪 / 4月16日、長岡） - アンサンブル
- ミュージカル「ミス・サイゴン」日本初演30周年記念公演（2022年7月29日 - 8月31日、東京 / 9月9日 - 9月19日、大阪 / 9月23日 - 9月26日、愛知 / 9月30日 - 10月2日、長野 / 10月7日 - 10月10日、北海道 / 10月15日 - 10月17日、富山 / 10月21日 - 10月31日、福岡 / 11月4日 - 11月6日、静岡 / 11月11日 - 11月13日、埼玉） - アンサンブル
- ブロードウェイミュージカル『MEAN GIRLS』（2023年1月30日 - 2月12日、東京 / 2月17日 - 2月19日、福岡 / 2月23日 - 2月27日、大阪） - アンサンブル
- ミュージカル『王様と私』（2024年4月9日 - 4月29日、東京 / 5月4日 - 5月8日、大阪） - アンサンブル
- ミュージカル『モダン・ミリー』（2024年7月10日 - 7月28日、東京 / 8月3日 - 8月4日、大阪 / 8月11日、愛知 / 8月16日 - 8月18日、福岡 / 8月24日 - 8月25日、東京） - アンサンブル
- ミュージカル「TARRYTOWN」（2025年3月8日 - 3月9日、山梨 / 3月15日 - 3月30日、東京） - イカボッド 役
- TANK PLAN #2 舞台『死んだ山田と教室』（2025年10月1日 - 12日、東京） - 高見沢 役[2]

### ライブ・イベント
- cube presents「PRINCE LIVE 〜2014 Xmas〜」（2014年12月24日 - 12月25日）
- キューブ若手俳優サポーターズクラブC.I.A.発足記念!!「キックオフトークイベント」（2017年12月17日）
- C.I.A. presents「春のファン祭り」（2018年3月26日）
- C.I.A.presents「MISSION IN SUMMER」（2018年8月20日）
- C.I.A. presents「SUPER LIVE 2018」（2018年12月28日 - 12月29日）
- C.I.A. presents「NEW YEAR EVENT 2019」（2019年1月14日）
- C.I.A. presents MISSION IN SUMMER 2019 〜令和もよろしくC.I.A.的？夏の運動会〜（2019年8月26日 - 8月27日）
- C.I.A. presents「SUPER LIVE 2019」（2019年12月27日 - 12月29日）
- C.I.A.presents 「NEW YEAR EVENT 2020」（2020年1月13日）
- C.I.A.presents MISSION IN SUMMER 2020 お前ら配信やれんのか!?真夏の挑戦（チャレンジ）祭（2020年8月29日、LINE LIVE配信）
- C.I.A. presents「超 春のファン祭り 2021」（2021年3月21日）
- C.I.A.presents 超 MISSION IN SUMMER 2021〜天下分け目の品川大合戦！統一するのは俺達だ！（仮）〜（2021年9月4日）
- C.I.A.presents「超 SUPER LIVE 2021 」（2021年12月28日 - 12月29日）
- C.I.A.presents「NEW YEAR EVENT 2022」（2022年1月22日）
- C.I.A.presents「春のI（ラブ）争奪最終決戦」（2023年4月9日）
- C.I.A. presents MISSION IN SUMMER 2023 真夏の挑戦（チャレンジ）祭 2023 〜きずなぁ〜 （2023年7月22日、PIA LIVE STREAM配信）
- C.I.A. presents「SUPER LIVE FINAL」（2023年12月28日 - 12月29日）